# Copa Mercosur
Copa Mercosur var en fotbollsturnering mellan fotbollsklubbar i den södra delen av Sydamerika, vilket innebar lag från Argentina, Brasilien, Chile, Paraguay och Uruguay. Turneringen räknas som en föregångare till Copa Sudamericana tillsammans med Copa Merconorte och Copa CONMEBOL och spelades bara under fyra säsonger, 1998 till 2001.